# Мусатово
Мусатово (баш. Мөсәт) — деревня в Салаватском районе Республики Башкортостан Российской Федерации. Входит в состав Янгантауского сельсовета.

## География

### Географическое положение
Находится на правом берегу реки Юрюзани.
Расстояние до:
- районного центра (Малояз): 12 км,
- центра сельсовета (Янгантау): 9 км,
- ближайшей ж/д станции (Кропачёво): 41 км

## Население
| 2002 | 2009 | 2010 |
| ---- | ---- | ---- |
| 97   | ↗108 | ↘71  |